# Tik

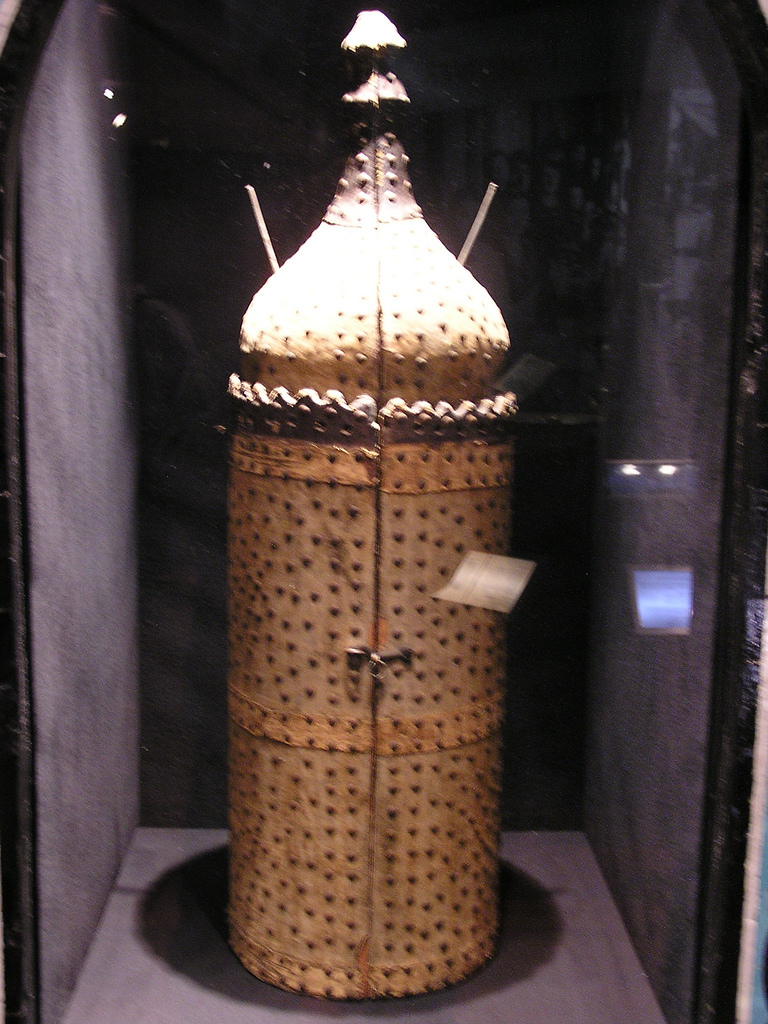
Tik (Irak, 1918).

Ein Tik (Plural: Tikim, hebr.: Tasche) ist ein Behälter aus Holz oder Metall, der im orientalischen und romaniotischen Judentum zur Aufbewahrung der Torarolle innerhalb des Toraschreins verwendet wird. Im aschkenasischen und sephardischen Kulturraum wird die Torarolle stattdessen in einen Toramantel gehüllt.